# Kapela svete Marije, Kobilje
Kapelica sv. Marije v Kobilju je kapela na hribu Sv. Martina v prekmurski Občini Kobilje.

## Zgodovina in opis
Zgrajena je bila leta 1991 in stoji na mestu, kjer je že leta 1271 stala cerkev Sv. Martina, poleg pa župnišče, velik kapucinski samostan z obzidjem, ki so ga leta 1627 Turki uničili.
Notranjost kapelice je lepo opremljena, krasi jo čudovita freska akademskega slikarja Štefana Hauka, ki prikazuje Marijo, Kraljico miru. Ta slika je omenjenemu umetniku tudi pripomogla, da je zmagal na natečaju za slikanje v slovenski cerkvi v Clevelandu, ZDA.
Idejno je pri gradnji kapelice prispeval monsinjor Franc Halas. Arhitektu je predlagal, naj bi bila v osnovi domača, naj spominja  na staro prekmursko hišo. Njena lega naj povezuje mesto prvotne kobiljanske cerkve z vasjo ob potoku. V notranji opremi naj bo izražena povezava tega, kar potrebujemo za mašno daritev - kruh in vino - in okolica kapele. Daritveni oltar naj bo upodobitev evangelijskih poročil o daritvi svete maše po vseh štirih evangelistih. Zavetnik kapele naj bo Kraljica miru.
8. aprila 1991 so naredili streho na zvoniku iz bakra, nato pa je sledilo ometavanje zvonika. 3. junija 1991 so slovesno namestili v zvonik zvon, posvečen sv. Jožefu. 71 kilogramski zvon so kupili v Tinjah na Pohorju. V procesiji ga je nosilo osem fantov na posebej pripravljenih nosilih. 30. avgusta 1992 je škof Franc Kramberger blagoslovil kapelo in opravil daritev svete maše.